# 威利斯克羅斯羅茲 (阿拉巴馬州)
威利斯克羅斯羅茲（英語：Wills Crossroads）是一個位於美國阿拉巴馬州亨利縣的非建制地區。該地的面積和人口皆未知。

## 地理
威利斯克羅斯羅茲的座標為31°33′23″N 85°10′47″W / 31.55638°N 85.17972°W，而該地的平均海拔高度為132米（即433英尺）。